# Aimée de Coigny

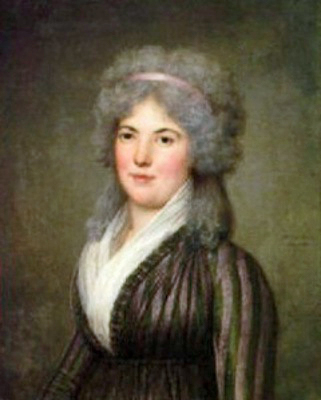
Adolf Ulrik Wertmüller, Porträt von Aimée de Coigny, um 1797

Anne Françoise Aimée de Franquetot de Coigny (* 12. Oktober 1769 in Paris; † 17. Januar 1820 ebenda), in ihren Ehen Duchesse de Fleury und Comtesse de Montrond, war eine französische Adelige und Salonnière; sie war als große Schönheit bekannt und stand während der Französischen Revolution kurz vor der Hinrichtung. André Chéniers 1795 veröffentlichte Elegie „La Jeune Captive“ geht auf ihre Geschichte zurück.

## Frühe Jahre
Aimée de Franquetot de Coigny wurde am 12. Oktober 1769 in Paris geboren und wurde in der Pfarre Saint-Roch getauft. Sie war die Tochter von Auguste Gabriel de Franquetot, Comte de Coigny, und Anne Josèphe Michel de Roissy. Ihre Mutter starb am 23. Oktober 1775, woraufhin ihr Vater ihre Erziehung seiner Mätresse Victoire de Rohan, genannt Madame de Guéménée, anvertraute, die von 1776 bis 1778 Gouvernante der königlichen Kinder Frankreichs war und nach dem Bankrott ihres Mannes 1782 in Ungnade fiel.
Aimée wurde eine berühmte Schönheit, und war, den Gepflogenheiten ihres Milieus und ihrer Zeit folgend, kaum 15 Jahre alt, als sie am 5. Dezember 1784 mit dem sieben Monate jüngeren Marquis de Fleury (* 1770) verheiratet wurde, dessen Familie durch die Spielschulden ihres Schwiegervaters in erheblichen Schwierigkeiten steckte – Aimées Aussichten auf ein großes Erbe, ein Einkommen von etwa 28.000 Livres, Diamanten im Wert von 20.000 Livres und eine Aussteuer von 15.000 Livres boten den Fleury die Möglichkeit, die Lage zu entspannen; im Gegenzug verschaffte ihr die Ehe die Honneurs de la Cour.
Das junge Paar zog in das Hôtel particulier des Duc de Fleury in der Rue Notre-Dame des Champs, es genoss das Leben am Hof in Versailles und vor allem in der Stadt. Mit sprühendem Witz und Charme, durch ihre Schönheit und ihren Geist, fiel Aimée in der Gesellschaft der Salons und des Hofes von Versailles so sehr auf, dass Königin Marie-Antoinette sie als „Königin von Paris“ bezeichnete.
Jedoch wurde ihre Ehe nicht glücklich. Mit dem Tod seines Großvaters im April 1788 wurde er Duc de und sie Duchesse de Fleury. André Hercule stürzte sich – wie sein Vater – in das Glücksspiel, sodass sich die Schulden bald so häuften, dass er sogar den Schmuck seiner Frau versetzen musste. Aimée hingegen wurde die Geliebte von Armand Louis de Gontaut, duc de Lauzun (1747–1793), der 22 Jahre älter als sie war.

## Französische Revolution
15 Monate nach dem Erbe des Herzogstitels begann die Französische Revolution. Der Herzog emigrierte 1791, schloss sich der Armee von Louis Joseph, Prinz von Condé, in Koblenz an. Aimée wandte sich nach Neapel, wo sie sie den Winter 1791/92 am Hof von Königin Maria Carolina verbrachte, einer Schwester Marie Antoinettes; dort traf sie die Malerin Elisabeth Vigée-Lebrun, vor allem aber bei einem Besuch Roms den englischen Diplomaten James Harris, 1. Earl of Malmesbury. 1792 beantragte sie die Trennung ihrer Güter von denen ihres Ehemanns.
Aimée ging nach London, wo sie sich Malmesbury anschloss, dessen Geliebte wurde und von ihm ein Kind bekam, das kurze Zeit nach der Geburt starb. Im Januar 1793 verließ sie mit Lord Malmesbury London in Richtung Paris. Dort wurde er bald verhaftet, kam aber fast sofort wieder frei und konnte nach London zurückkehren, wobei er seine Geliebte zurückließ, die sich nun auf ihr persönliches Anwesen in Mareuil-en-Brie in der Nähe von Paris zurückzog. Am 7. Mai 1793 ließ sie sich scheiden und nahm den Namen Coigny wieder an.
Am 4. März 1794 wurde Madame de Coigny verhaftet und als eine der letzten Adligen in das Gefängnis Saint-Lazare gebracht, obwohl sie sich von allen Emigranten distanziert hatte. André Chénier, der im gleichen Gefängnis einsaß, wurde von ihr zu seiner bekannten Elegie La Jeune Captive inspiriert, worin der Dichter in der Rolle einer jungen Mitgefangenen spricht, die sich innerlich gegen den ihr drohenden Tod auf der Guillotine aufbäumt. Chenier wurde kurz danach, am 25. Juli 1794 guillotiniert, das Gedicht wurde 1795 veröffentlicht. Erst Jahre später, als das Thema im Salon von Charlotte Marie Valentine Joséphine de La Borde (1806–1894), der Ehefrau von Gabriel Delessert (1786–1858), dem Polizeipräsidenten von Paris, zur Sprache kam, wurde bekannt, wer die Sprecherin in Cheniers Gedicht war: Der Comte de Montrond, den Aimée später geheiratet hatte, war anwesend und verriet, dass es sich um seine Ehefrau handele.
Casimir de Mouret, Comte de Montrond war 1794 ebenfalls im Gefängnis Saint-Lazare inhaftiert, wo er Aimée kennenlernte. Er erwirkte ihre und seine Freiheit gegen eine Zahlung von 100 Louisdor, und sie kam an dem Tag frei, an dem sie Chénier auf die Guillotine folgen sollte. Aimée und Montrond heirateten kurz darauf und gingen nach England. Aber auch diese Ehe wurde nicht glücklich und verschlechterte sich ab 1800 zusehends, sodass die Scheidung am 28. März 1802 ausgesprochen wurde.

## Kaiserreich
Aimée nannte sich nun wieder Madame de Coigny. 1804 verliebte sie sich in den 37-jährigen Jacques Joseph Garat (bekannt als Maillia-Garat, 1767–1839), Mitglied des Tribunats und als Redner bekannt, aber nicht als Republikaner, mit dem sie sechs Jahre lang zusammenlebte.
Um 1812 ging die 43-jährige Aimée de Coigny eine Liaison mit dem 45-jährigen Marquis Bruno Gabriel de Boisgelin (1767–1823) ein und wurde unter seinem Einfluss zu einer überzeugten Royalistin. Sie war nun der Meinung, dass die Monarchie wiederhergestellt werden müsse, aber es sollte eine fortschrittliche Monarchie sein, die Freiheit und Ordnung in Einklang bringen würde. Im Sommer des Jahres besuchte sie häufiger Talleyrand, einen Freund Montronds, in seinem Haus, den sie in seiner Bibliothek umringt von Schriftstellern und Literaturliebhabern antraf, und besuchte ab nun regelmäßig die Salons von Menschen, die mit der Herrschaft Napoleons unzufrieden waren. 1814, in den letzten Tagen des Kaiserreichs, teilte sie ihrem in London lebenden Onkel, dem Duc de Coigny, in einem Brief die Bedingungen mit, unter denen Talleyrand den König unterstützen werde, woraufhin Ludwig XVIII. den Duc de Coigny anwies, das Angebot anzunehmen. Kurze Zeit später marschierte die russische Armee in Paris ein.

## Tod
Während der Restauration nahm Aimée de Coigny ihren Salon wieder auf und empfing an der Place Beauvau eine Gesellschaft von Politikern, Intellektuellen und Künstlern. Sie starb am 17. Januar 1820 im Alter von 50 Jahren. im Hôtel particulier ihrer Kusine, der Marquise de Coigny. Sie wurde auf dem Cimetière du Père-Lachaise in  der 10. Abteilung in der Nähe ihres Onkels, des 1816 gestorbenen Duc de Coigny, bestattet. Ihre Tagebücher hatte sie Talleyrand anvertraut, und man glaubte lange, sie seien verloren gegangen. Später wurden sie wiedergefunden und 1902 als Mémoires de Aimée de Coigny mit einer ausführlichen Einleitung von Étienne Lamy veröffentlicht.

## Werke
Zu den Veröffentlichungen von Aimée de Coigny gehören:
- Aimée de Coigny, Alvare, Paris: impr. de Firmin Didot, 1818, S. 533
- Mémoires de Aimée de Coigny, introduction and notes par Etienne Lamy, Paris: Calmann-Lévy, 1902 (archive.org)
- Armand-Louis de Gontaut Biron; Amélie de Boufflers; Aimée de Coigny, Mémoires de Armand-Louis de Gontaut, duc de Lauzun, général Biron, suivis de lettres adressées à l'auteur par sa femme Amélie de Boufflers; Aimée de Coigny, duchesse de Fleury (la „jeune captive“, d'André Chénier), et par la marquise de Coigny, preface and notes by Edmond Pilon, Paris, 1928, S. 356
- Aimée de Coigny, Captives de l'amour, Paris: phototypies de A. Dantan : C. Gaillandre, 1933, S. 265
- Aimée de Coigny, Mémoires secrets du beau Lauzun, Paris: Editions Colbert; (Coulommiers; Paris : Impr. de Brodard et Taupin), 1943, S. 312
- Journal d'Aimée de Coigny, la jeune captive, hrsg. von André-Marc Grangé, Paris, Librairie académique Perrin, 1981.

## Zitate aus dem Tagebuch Aimée de Coignys
- Danton était la vie même, faisait exhumer le cadavre de sa femme pour la serrer encore dans ses bras.  („Danton war das Leben selbst, ließ die Leiche seiner Frau exhumieren, um sie noch immer in seinen Armen zu halten.“)
- Louis XVI aima une femme un peu trop, et malheureusement la sienne. („Ludwig XVI. liebte eine Frau ein wenig zu sehr, leider seine eigene.“)
- M. de Robespierre aimait peut-être le peuple, l’humanité, etc. mais guère les hommes et pas du tout les femmes. („M. de Robespierre liebte vielleicht das Volk, die Menschheit usw., aber kaum die Männer und überhaupt nicht die Frauen.“)
- M. de Talleyrand n’est devenu si riche que pour avoir toujours vendu ceux qui l’achetaient. („Herr de Talleyrand ist nur deshalb so reich geworden, weil er immer diejenigen verkauft hat, die ihn gekauft haben.“)
- Nos généraux vaincus ne se tuent pas, ils écrivent. („Unsere besiegten Generäle bringen sich nicht um, sie schreiben.“)
- Tous les Français aiment la France, c’est vrai, mais jamais la même. („Alle Franzosen lieben Frankreich, das ist wahr, aber niemals das gleiche.“)